# Heinrich Schroth (Schauspieler, 1871)

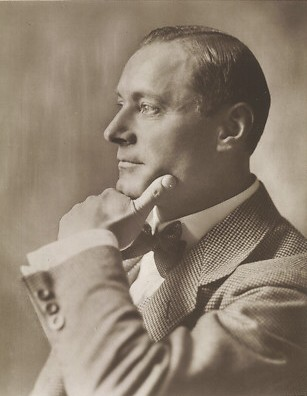
Heinrich Schroth auf einer Fotografie von Alexander Binder

Heinrich August Franz Schroth (* 21. März 1871 in Pirmasens; † 13. Januar 1945 in Berlin) war ein deutscher Theater- und Filmschauspieler.

## Leben
Schroth gab sein Debüt 1890 am fürstlichen Theater von Sigmaringen als Robert in der Posse Robert und Bertram von Gustav Raeder. 1894 ging er ans Stadttheater Augsburg, 1896 nach Mainz und 1897 an das Königliche Hoftheater Hannover. Ab 1899 gehörte er sechs Jahre zum Ensemble des Deutschen Schauspielhauses in Hamburg. Seit 1905 stand er auf verschiedenen Berliner Bühnen.
Während des Ersten Weltkriegs trat Heinrich Schroth erstmals als Stummfilmschauspieler hervor. Er erhielt sofort Hauptrollen, musste sich aber bereits in den zwanziger Jahren mit Nebenrollen begnügen. Schroth wirkte in einer immensen Anzahl von Produktionen als Kleindarsteller mit und übernahm auch Aufgaben in den Propagandafilmen des NS-Regimes. In der Endphase des Zweiten Weltkriegs nahm ihn Joseph Goebbels im August 1944 in die Gottbegnadeten-Liste der Schauspieler auf, die er für seine Propagandafilme brauchte.
Carl Zuckmayer beurteilte Schroth postum als einen „der Haupträdelsführer der neuen NS-Theaterfachschaften, in denen gegen die vertriebenen Meister wie Reinhardt in Art der Sklavenrebellion nachträglich gewütet wurde“.
Aus Schroths erster Ehe stammt der Schauspieler Heinz Sailer (eigentlich Heinz Schroth, 1892–1957). Heinrich Schroth war in zweiter Ehe mit der österreichischen Schauspielerin Else Ruttersheim verheiratet, aus welcher der Schauspieler Carl-Heinz Schroth hervorging. Aus der dritten Ehe mit der deutschen Schauspielerin Käthe Haack stammt die Schauspielerin Hannelore Schroth.

## Filmografie
- 1916: Der Sekretär der Königin
- 1916: Abseits vom Glück
- 1916: Ein tolles Mädel
- 1916: Welker Lorbeer
- 1916: Der Radiumraub
- 1916: Das Kind des Anderen
- 1916: Der Liebesbrief der Königin
- 1917: Der Mut zum Glück
- 1917: Das Geschäft
- 1917: Die Silhouette des Teufels
- 1917: Gräfin Küchenfee
- 1917: Fliegende Schatten
- 1918: Die Nonne und der Harlekin
- 1918: Das Tagebuch des Dr. Hart
- 1918: Diplomaten
- 1918: Weil ich dich liebe
- 1918: Der Rubin-Salamander
- 1918: Auf Probe gestellt
- 1918: Es werde Licht!, 3. Teil
- 1918: Maria
- 1918: Edelwild
- 1918: Das rollende Hotel
- 1918: Die Ratte
- 1918: Auf Probe gestellt
- 1918: Die Krone von Palma
- 1918: Das Auge des Götzen
- 1919: Der Muff
- 1919: Madeleine
- 1919: Der blaue Drachen
- 1919: Der Blick in den Abgrund
- 1919: Die närrische Fabrik
- 1919: Sklaven des Kapitals
- 1919: Zwischen Nacht und Morgen
- 1920: Anständige Frauen
- 1920: Das Opfer der Claudia Nicolajewna
- 1920: Der Schädel der Pharaonentochter
- 1920: Liebestaumel
- 1920: Der Überfall auf den Europa-Express
- 1920: Nirvana
- 1920: Die Augen als Ankläger
- 1920: Die Schreckensnacht im Hause Clarque
- 1920: Dämon Blut, 2. Teil: Vergiftetes Blut
- 1920: Yoshiwara, die Liebesstadt der Japaner
- 1920: Satans Peitsche
- 1920: Die Abenteuer der Marquise von Königsmarck
- 1920: Das Tagebuch meiner Frau
- 1921: Verbrechen aus Leidenschaft
- 1921: Die Schuld des Grafen Weronski
- 1921: Opfer der Ehe
- 1921: Jim Corwey ist tot
- 1921: Aus dem Schwarzbuch eines Polizeikommissars
- 1921: Die Diktatur der Liebe
- 1921: Die Trommeln Asiens
- 1921: Das zweite Leben
- 1922: Das Spielzeug einer Dirne
- 1922: Der falsche Dimitry
- 1922: Die Heimkehr des Odysseus
- 1922: Marie Antoinette
- 1922: Macht der Versuchung
- 1922: Schatten der Vergangenheit
- 1923: Der große Sensationsprozeß
- 1923: Vineta
- 1923: Alles für Geld
- 1923: Die Prinzessin Suwarin
- 1923: Das Abenteuer von Sagossa
- 1923: Das Kind des Anderen
- 1923: Und dennoch kam das Glück
- 1924: Das Herz der Lilian Thorland
- 1924: Lebende Buddhas
- 1924: Horrido
- 1924: Die Liebesbriefe einer Verlassenen
- 1925: Die tolle Herzogin
- 1925: Der Wilderer
- 1926: Fünfuhrtee in der Ackerstraße
- 1926: Menschen untereinander
- 1927: Prinz Louis Ferdinand
- 1927: Die Dame mit dem Tigerfell
- 1928: Die große Abenteuerin
- 1928: Alraune
- 1928: Der Präsident
- 1929: Atlantik
- 1929: Verirrte Jugend
- 1930: 1914, die letzten Tage vor dem Weltbrand
- 1931: Das Schicksal der Renate Langen
- 1931: Berlin – Alexanderplatz
- 1931: Der Hauptmann von Köpenick
- 1931: Yorck
- 1931: Man braucht kein Geld
- 1932: Mensch ohne Namen
- 1932: Das erste Recht des Kindes
- 1932: Marschall Vorwärts
- 1933: Eine Stadt steht kopf
- 1934: Konjunkturritter
- 1934: Wilhelm Tell
- 1934: Hanneles Himmelfahrt
- 1935: Familie Schimek
- 1935: Stradivari
- 1935: Liebesleute
- 1935: Die törichte Jungfrau
- 1936: Verräter
- 1936: Die Leuchter des Kaisers
- 1936: Onkel Bräsig
- 1937: Der Herrscher
- 1937: Frauenliebe – Frauenleid
- 1937: Urlaub auf Ehrenwort
- 1937: Das schöne Fräulein Schragg
- 1937: Pan
- 1937: Die Korallenprinzessin
- 1938: Ziel in den Wolken
- 1938: Die fromme Lüge
- 1938: Kameraden auf See
- 1938: Pour le Mérite
- 1938: Verwehte Spuren
- 1938: Scheidungsreise
- 1938: Eine Frau kommt in die Tropen
- 1938: Tanz auf dem Vulkan
- 1938/50: Preußische Liebesgeschichte
- 1939: Dein Leben gehört mir!
- 1939: Wasser für Canitoga
- 1939: Das Recht auf Liebe
- 1939: Stimme aus dem Äther
- 1939: Verdacht auf Ursula
- 1939: Die barmherzige Lüge
- 1940: Die unvollkommene Liebe
- 1940: Bismarck
- 1940: Kora Terry
- 1940: Jud Süß
- 1940/42: Der große König
- 1941: Ohm Krüger
- 1941: Heimaterde
- 1941: Friedemann Bach
- 1942: Rembrandt
- 1942: Die Entlassung
- 1943: Großstadtmelodie